# HabEx
HabEx(Habitable Exoplanet Imaging Mission)는 현재 개발 중인 우주망원경으로, 생명체가 존재 가능한 외계 행성을 찾는 것이 목적인 우주망원경이다. 그 외 목적으로 외계 행성 형성 과정, 코로나그래프 임무 수행, 태양과 비슷한 항성계를 찾아서 물이 있는 외계 행성을 직접적인 빛으로 찍는 것 등의 목적이 있다.

## 역사와 제작과정
2016년, NASA는 플래그쉽 프로그램에 HabEx, 링크스 엑스선 천문대, OST, LUVOIR와 함께 이 탐사선을 편입하였다. 정확한 부품 배치, 발사 계획, 탐사선의 핵심 부품 등은 2020년 정도에 정해질 예정이고, 2019년까지 보고서를 모두 올려야 된다. 그렇지만 현재 구경(주경의 지름)은 약 3.5m에서 8m으로 정해졌다. 이 정도 크기의 구경이면 외계 행성의 대기층을 볼 수 있고, 일부 성분(산소, 질소, 황, 탄화수소, 메테인)들도 관측할 수 있다. 따라서 생명체가 살기 좋은 외계 행성을 정확히 찾아낼 수 있다.

## 과학 장비
주경:탐사선의 주경으로 천체를 관측하는 것이 목적이다.
부경:주경이 모은 빛을 다시 카메라로 찍을 수 있게 도와주는 것이 목적이다.
카메라:부경이 다시 반사한 사진을 찍는 것이 목적이다.
적외선 분광기:적외선을 볼 수 있도록 도와주는 것이 목적이다.
전력공급장치:우주망원경에 전력을 배분해서 공급하는 것이 목적이다.
트랜스폰더:송신 장치로, 탐사선이 찍은 사진을 송신하는 것이 목적이다.
반작용 휠:망원경의 자세를 조정할 때 사용할 예정이다.

## 발사
현재 계획 중에 있다.

## 지원, 개발, 투자
- NASA
- JPL
- 칼텍
- 코넬 대학교
- 록히드마틴